# Picotecnologia
Il termine picotecnologia è un neologismo costruito sulla falsariga di quello di nanotecnologia. Riguarda un ipotetico livello futuro tecnologico di manipolazione della materia, sulla scala di un bilionesimo di metro (10−12). Concernente la struttura stessa degli atomi, tale tecnologia opererebbe a circa tre ordini di grandezza inferiori rispetto a un nanometro (e perciò al di là della nanotecnologia) e due ordini di grandezza più piccoli rispetto alle trasformazioni e misurazioni della chimica. Un ulteriore passo avanti sarebbe la femtotecnologia, ossia la manipolazione della materia a livello sub-atomico (il che implicherebbe lavorare direttamente sulle più piccole strutture note o teorizzate della materia, come stringhe e quark).
La picotecnologia è un termine usato da alcuni futurologhi per riferirsi alla strutturazione della materia su un'effettiva scala picometrica. Ciò di solito viene descritto come coinvolgente l'alterazione della struttura e delle proprietà chimiche dei singoli atomi, in genere attraverso la manipolazione di stati energetici degli elettroni in un atomo per produrre stati metastabili (o altrimenti stabilizzati) con proprietà insolite, producendo una qualche forma di atomo esotico. Analoghe trasformazioni, la cui esistenza è nota nel mondo reale, sono la chimica redox, che può manipolare gli stati di ossidazione degli atomi; l'eccitazione degli elettroni di stati eccitati metastabili come con i laser e alcune forme di assorbimento saturabile; e la manipolazione degli stati degli elettroni eccitati negli atomi di Rydberg per codificare l'informazione. Tuttavia, nessuno di questi processi produce i tipi di atomi esotici descritti dai futuristi.
Ray Kurzweil, un illustre futurologo, ha scritto riguardo a questo livello di tecnologia. Egli ipotizza che gli esseri umani realizzeranno questo obiettivo nel XXII secolo.
In alternativa, la picotecnologia è usato da alcuni ricercatori nella nanotecnologia per fare riferimento alla fabbricazione di strutture in cui gli atomi e i dispositivi sono posizionati con precisione sub-nanometrica. Questo è importante laddove si desidera l'interazione con un singolo atomo o molecola, a causa della forza di interazione tra due atomi che sono molto vicini. Ad esempio, la forza tra un atomo in una punta di sonda di un microscopio a forza atomica e un atomo in un campione oggetto di studio varia in modo esponenziale con la distanza di separazione, ed è sensibile ai mutamenti nella posizione nell'ordine di grandezza che va da 50 a 100 picometri (a causa del principio di esclusione di Pauli per distanze brevi e delle forze di van der Waals per distanze lunghe).